# 桑田健司
桑田 健司（くわた けんじ）は、日本の脚本家。横浜放送映画専門学院（現・日本映画大学）卒業。在学中に執筆したシナリオ『14番目の椅子』で、城戸賞受賞。
現在、母校の日本映画学校で講師を務める。

## 主な作品

### 映画
- 『ウェルター』 （1987年）
- 『しろつめ草物語』（2007年）
- 『手のひらの幸せ』（2009年）

### テレビ
- CX『長谷川町子のいじわる看護婦2』（1983年）
- CX『ハーイ！あっこですII』（1985年）
- CX『ママをたずねて三千里』（1986年）
- CX『あしながおじさん』（1986年）
- TX『一休さん喝』（1986年）
- CX『What's マイケル?II』（1987年）
- CX『花のあすか組!』（1988年）
- TX『尼僧殺人事件』（1989年）
- TX『日曜恐怖劇場』（1991年）
- TKU『農聖 松田喜一』（2003年）

### OV
- 『ワイルド・ハーレー』（1993年）